# Alain Carrier
Pour les articles homonymes, voir Carrier (homonymie).
Alain Carrier (Sarlat (14 octobre 1924 - Sainte-Alvère, 15 décembre 2020), est un affichiste et illustrateur français.

## Biographie
Né le 14 octobre 1924 à Sarlat (Dordogne), Alain Carrier se passionne très vite pour le dessin,. Âgé de 16 ans en 1940, il abandonne ses études pour s'engager au sein de la Résistance intérieure française,,.
Au Café du Palais (anciennement le Café de Flore), l'établissement que gèrent ses parents à Sarlat, Alain Carrier rencontre plusieurs personnalités, tels que Paul Éluard, Georges Simenon, Henry Miller et André Malraux,. Un autre des clients de l'estaminet, Marius Rossillon, affichiste connu sous le nom de O'Galop, remarque un jour que le jeune Alain est en train de dessiner une étiquette représentant une « demi-coquille de noix sur un pied, formant un verre », destinée à illustrer les bouteilles de vin de noix de sa grand-mère et dit à son père : « il sera affichiste ! ». Quelques années après leur rencontre, André Malraux lui passe commande de portraits de Charles de Gaulle ; Alain Carrier dessine alors ce dernier sans jamais l'avoir rencontré.
Après la Seconde Guerre mondiale, Alain Carrier monte à Paris, étudie à l'Académie de la Grande-Chaumière et rencontre Paul Colin, avant de devenir un temps son assistant,.
Sa première affiche est une commande de la chanteuse Anne Chapelle,. Elle lui permet de gagner en notoriété et de répondre à des demandes d'une cinquantaine de personnalités, telles que Bourvil, Édith Piaf, Jacques Hélian, Joséphine Baker, Philippe Clay et Pierre Dac. Il conçoit également des affiches et pochettes de vinyles, en particulier pour Pathé-Marconi. En 1950, il devient directeur artistique de la publicité des magasins Au Printemps, puis directeur de la communication au sein du groupe Havas. En 1952, il est cofondateur du Festival des jeux du théâtre de Sarlat.
En 1970, son affiche représentant un canard au long cou pour la société Delpeyrat lui vaut de recevoir la médaille d'or du Grand Prix Martini de la plus belle affiche.
Après avoir pris sa retraite en 1984, Alain Carrier revient vivre à Sarlat-la-Canéda. Il meurt à Sainte-Alvère le 15 décembre 2020, à l'âge de 96 ans. La ville de Sarlat-la-Canéda lui rendra hommage en projetant ses principales œuvres au centre culturel de la commune. Le maire de la ville, Jean-Jacques de Peretti, salue « le trait de plume et de crayon assez extraordinaire » d'Alain Carrier.
Le 16 octobre 2021, 141 lots d'affiches, dessins, croquis et peintures issus de son fonds d'atelier sont vendus à Sarlat.

## Œuvre
Les œuvres les plus engagées d'Alain Carrier, surnommé le « roi de l'affiche », restent celles consacrées aux droits de l'homme, notamment celles de la campagne d'Amnesty International en 1980,. Charlotte Jousserand de France Bleu Périgord évoque un « artiste discret [dont] les affiches sont connues à travers le monde ».
L'affiche d'Alain Carrier réalisée en 1980 avec la citation de Victor Hugo (« On ne bâillonne pas la lumière ») est un des sujets du baccalauréat de français en 1999. Cette même année, le nom d'Alain Carrier entre dans le dictionnaire Grand Larousse encyclopédique. En 2006, l'association des Amis d'Alain Carrier est créée pour préserver son œuvre.

## Palmarès et distinctions

### Décorations
- Chevalier de la Légion d'honneur (1999 ou 2004)[12],[3]
- Chevalier de l'ordre national du Mérite (1982)[3]
- Croix du combattant[13]
- Médaille commémorative française de la guerre 1939–1945[13]

### Prix
- 1955 : Oscar de la publicité pour Au Printemps
- 1964 : Oscar de la publicité pour Hoover
- 1964 : Grand Prix de la publicité pour Simca
- 1968 : Grand Prix Martini, médaille d'argent de la plus belle affiche éditée pour Manfield
- 1970 : Grand Prix Martini, médaille d'or de la plus belle affiche éditée pour Delpeyrat[4]
- 1975 : Prix national de l'affiche pour Championnat d'Europe de judo
- 1980 : Grand Prix annuel de l'affiche française, affichiste de l'année pour Amnesty International[4]
- 1982 : Prix national de l'affiche pour Galerie du Claridge
- 1982 : Grand Prix de l'affiche des Postes européennes
- 1983 : Prix national de l'affiche pour Campari
- 1984 : Grand Prix annuel de l'affiche française, affichiste de l'année pour Non à la vivisection
- 1984 : inscription dans le Rapport moral d'Amnesty International pour La Torture

## Expositions
- 1975, 1976, 1977, 1978 : « Rétrospective personnelle », Festival de Sarlat
- 1980 : Salon des Indépendants, Grand Palais
- 1980 : « 40 ans d'affiches d'Alain Carrier », Festival de Sarlat
- 1981 : Salon des artistes-décorateurs, Grand Palais
- 1985 : exposition rugby, Agen
- 1986 : exposition rugby, Périgueux
- 1986 : exposition d'affiches touristiques, Périgueux
- 1986 : exposition à São Paulo
- 1986 : exposition « Les plus belles affiches du monde », Grand Palais
- 1986 : Biennale internationale du Sport à Barcelone, Madrid et Séville
- 1991 : exposition personnelle à San Francisco
- 1992 : hommage à Alain Carrier par l'UNESCO et l'Art de la rue, Grand Palais
- 2009 : exposition à la Bibliothèque nationale de France
- 2010 : exposition « Alain Carrier s'affiche », Sarlat[4]

## Collections
- Exposition Arts graphiques, Musée des Arts décoratifs, Paris
- « Cent ans d'affiches », Bibliothèque nationale de France, Paris
- Musée de l'Affiche, Varsovie
- Musée national Auschwitz-Birkenau, Oświęcim
- Musée de la Publicité, Paris
- Musée d'Art moderne, Paris
- Musée national des Arts et Traditions populaires, Paris
- Musée de la Résistance nationale, Champigny-sur-Marne
- Bibliothèque nationale de France, Paris (300 affiches en 2003)[3]
- Bibliothèque Forney (hôtel des archevêques de Sens), Paris
- Centre national d'art et de culture Georges-Pompidou, Paris
- Musée du Sport, Paris
- Musée de l'Affiche, Toulouse